# Mission to Mars
Mission to Mars (bra: Missão: Marte; prt: Missão a Marte) é um filme americano, do ano de 2000, dos gêneros ficção científica e suspense, dirigido por Brian De Palma.

## Elenco

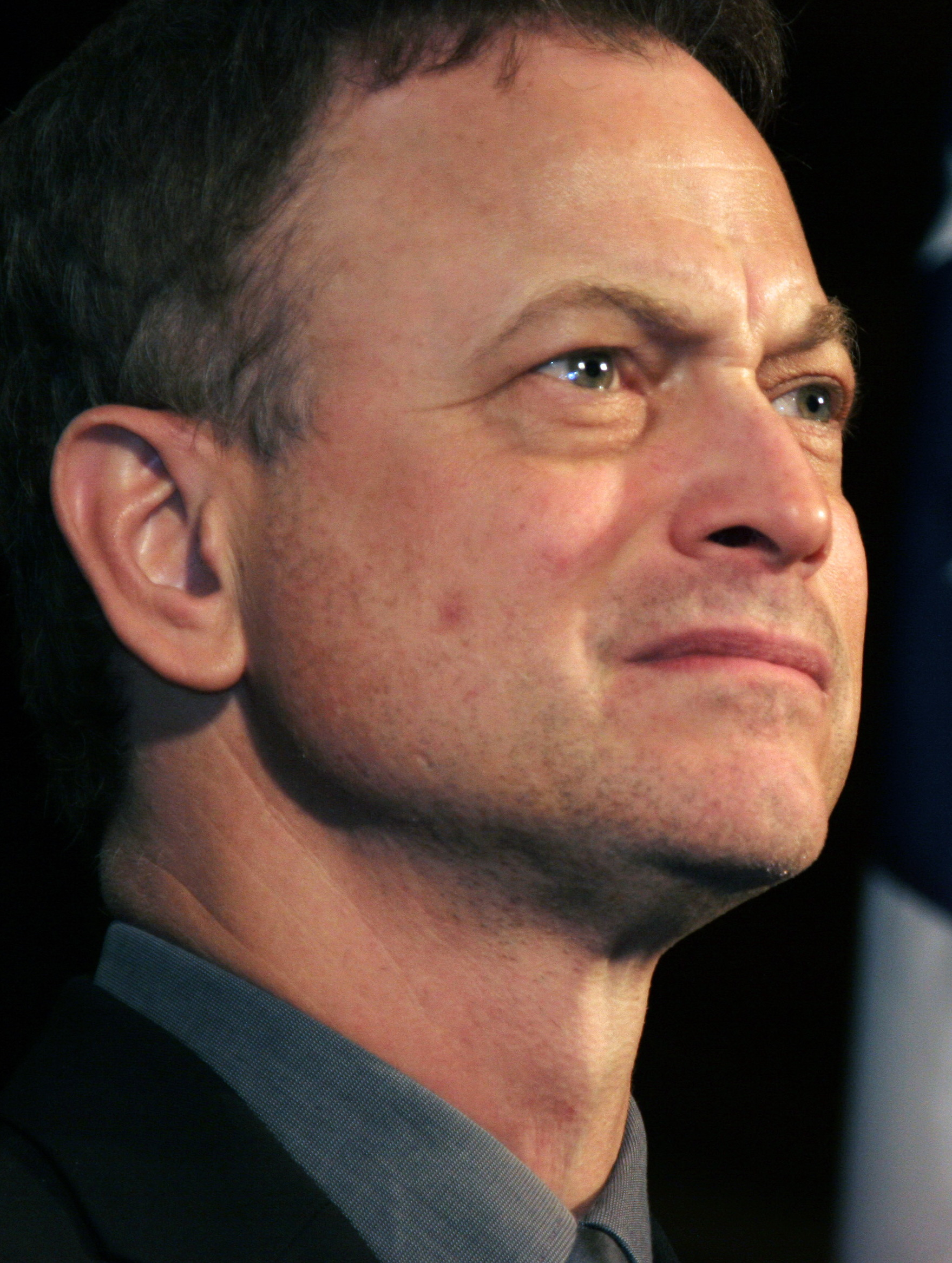
Gary Sinise é Jim McConnell.

| Nome                   | Personagem          |
| ---------------------- | ------------------- |
| Gary Sinise            | Jim McConnell       |
| Tim Robbins            | Woody Blake         |
| Don Cheadle            | Luke Graham         |
| Connie Nielsen         | Terri Fisher        |
| Jerry O'Connell        | Phil Ohlmyer        |
| Peter Outerbridge      | Sergei Kirov        |
| Kavan Smith            | Nicholas Willis     |
| Jill Teed              | Reneé Coté          |
| Elise Neal             | Debra Graham        |
| Marilyn Norry          | Esposa na NASA #1   |
| Freda Perry            | Esposa na NASA #2   |
| Lynda Boyd             | Esposa na NASA #3   |
| Patricia Harras        | Esposa na NASA #4   |
| Robert Bailey Jr.      | Bobby Graham        |
| Chaynade Knowles       | Criança na festa #1 |
| Jeffrey Ballard        | Criança na festa #2 |
| Anson Woods            | Criança na festa #3 |
| Britt McKillip         | Criança na festa #4 |
| Jillian Marie          | Criança na festa #5 |
| Jody Thompson          | Garota bonita #1    |
| Lucia Walters          | Garota bonita #2    |
| Pamela Diaz            | Garota bonita #3    |
| Sugith Varughese       | 2º Capcom           |
| Story Musgrave         | 3º Capcom           |
| Mina E. Mina           | Embaixatriz         |
| Carlo Rota             | Embaixador          |
| Dmitry Chepovetsky     | Técnico             |
| Tracy Waterhouse       | Técnica soluçando   |
| McCanna Anthony Sinise | Jóvem Jim McConnell |
| Chantal Conlin         | Jóvem Maggie        |
| Jukka Joensuu          | Sacerdote           |
| Bill Timoney           | Voz do computador   |
| Riley Cantner          | Criança na festa #6 |
| Samantha Cantner       | Criança na festa #7 |
| Armin Mueller-Stahl    | Ramier Beck         |

## Crítica
O filme não foi bem recebido pela crítica que o considerou lento e com um roteiro muito fraco. Apesar do festejado diretor e de primorosos efeitos especiais, o restante teria deixado muito a desejar. No Rotten Tomatoes, o filme recebeu 24% de avaliação, com nota 4,2, baseado em 115 resenhas, e no Metacritic, o filme recebeu uma pontuação de 34 em 100, com base em 36 resenhas.

## Premiações
- Indicado

Framboesa de Ouro
Categoria Pior Diretor Brian De Palma